# Tufeni (gmina)
Tufeni – gmina w Rumunii, w okręgu Aluta. Obejmuje miejscowości Barza, Stoborăști i Tufeni. W 2011 roku liczyła 3038 mieszkańców.